# Krzysztof Mila
Krzysztof Mila (ur. 6 czerwca 1970) – polski koszykarz, występujący na pozycji obrońcy, reprezentant Polski.

## Przebieg kariery
- 1987–1993: KS Gwardia/ASPRO Wrocław
- 1993–1998: Polonia Przemyśl – II liga i I liga
- 1998–1999: Stal Ostrów Wielkopolski/Komfort Forbo Stargard Szczeciński
- 1999–2000: Polonia Przemyśl
- 2000–2001: Roto Górnik Wałbrzych

## Osiągnięcia i wyróżnienia
- Uczestnik Mistrzostw Europy (1997)
- Czterokrotny Wicemistrz Polski (1988, 1990, 1992, 1995)
- Trzykrotny brązowy medalista Mistrzostw Polski (1991, 1993, 1996)
- Uczestnik Meczu Gwiazd Polskiej Ligi (1996)
- Mistrz Polski Juniorów z Gwardią Wrocław (1989)
- Awans do I ligi z Polonią Przemyśl (1994)